# Elysioreiga splendida
Elysioreiga splendida là một loài tò vò trong họ Ichneumonidae.